# بلسان (إب)
بلسان هي إحدى قرى الجمهورية اليمنية. تتبع جغرافيا لمحافظة إب وإداريًا لمديرية يريم. يبلغ تعداد سكانها 1422 نسمة حسب الإحصاء الذي أجري عام 2004.